# Asociación Concordia
La Asociación Concordia, cuyo nombre completo era Asociación Concordia de Manchukuo (en chino tradicional, 滿洲國協和會; pinyin, Mǎnzhōuguó Xiéhehuì; en japonés romanizado: Manshū-koku Kyōwakai), fue un partido político de Manchukuo, actuando de hecho como único partido único durante su existencia, entre 1932 y 1945. 

## Historia
El partido fue establecido en julio de 1932 para promover los ideales del Panasianismo, la creación de un estado-nación mutiétnico según el Cinco razas bajo una unión, y el establecimiento de una estructura que gradualmente remplazara el poder militar sobre Manchukuo por un control civil. Llegó a ser considerado el "vientre espiritual del gobierno [de Manchukuo]". El emperador Puyi fue nombrado presidente honorario de la Asociación Concordia, mientras que el Primer ministro de Manchukuo era su presidente. Para 1934 el partido contaba con unos 300.000 miembros inscritos y 900 secciones locales.
Sin embargo, el partido fue incapaz de cumplir con sus objetivos iniciales, y finalmente fue convertido en un simple instrumento autoritario-estatal los militares japoneses del Ejército de Kwantung. Los japoneses pronto se hicieron con el control del partido, y aunque renunciaron a crear un partido de masas, sí establecieron una red burocrática a nivel local y regional. El oficial japonés Kanji Ishiwara era partidario de que la Asociación Concordia consituyera la vanguardia del Ejército de Kwantung en sus objetivos políticos —y también en proseguir con los objetivos del movimiento Panasiático—, pero Kuniaki Koiso y otros militares japoneses se opusieron tajantemente a semejante idea. Aunque mantuvo un importante aparato burocrático, y su estructura y liderazgo fueron reorganizados entre 1936 y 1937, lo cierto es que a partir de 1937 el partido abandonó todos sus objetivos iniciales, incluidos los planteamientos hechos por Ishiwara.
La Asociación Concordia fue disuelta al final de la Segunda Guerra Mundial, con la desaparición de Manchukuo.